# Gonolobus fuscus
Gonolobus fuscus är en oleanderväxtart som beskrevs av Joseph Decaisne. Gonolobus fuscus ingår i släktet Gonolobus och familjen oleanderväxter. Inga underarter finns listade i Catalogue of Life.